# Marconi (Roms tunnelbana)
Marconi är en station på Roms tunnelbanas Linea B. Den är uppkallad efter Viale Guglielmo Marconi. Stationen är belägen i kvarteret Ostiense i södra Rom och togs i bruk år 1990. 
Stationen Marconi har:
- Biljettautomater
- WC

## Kollektivtrafik
- Busshållplats för ATAC

## Omgivningar
- Università Roma Tre
- Ponte Marconi
- ex Cinodromo